# Elecciones generales de Singapur de 1984
Las quintas elecciones generales de Singapur tuvieron lugar el 22 de diciembre de 1984 con el objetivo de renovar 79 escaños del Parlamento de Singapur para su sexta legislatura. El Partido de Acción Popular (PAP), gobernante y dominante del país desde la independencia, obtuvo otra aplastante victoria con el 64.32% de los votos y 77 de los 79 escaños. Sin embargo, el Partido de los Trabajadores (WP), que había logrado la representación parlamentaria en la elección parcial de Anson de 1981, marcando el retorno de la oposición singapurense al legislativo por primera vez desde 1968, logró retener el escaño y obtener un notorio incremento en cuanto a voto popular, con un 12.56%, mientras que el nuevo Partido Demócrata de Singapur también logró un escaño, con un 3.63% de los votos.
Controvertidamente, solo 49 de los 79 escaños fueron efectivamente disputados, con el PAP ganando 30 escaños sin oposición, y dejando a 550.765 votantes registrados sin emitir sufragio. De este modo, el PAP solo obtuvo realmente un 38% de los votos con respecto al número de sufragantes registrados. La participación en las circunscripciones disputadas fue del 95.60%. Con este resultado, Lee Kuan Yew fue reelegido para otro mandato como primer ministro.

## Contexto
En su discurso de la celebración del Día Nacional de 1983, el primer ministro Lee Kuan Yew lamentó que la disminución de las tasas de natalidad y la gran cantidad de mujeres graduadas que permanecían solteras o no se casaban con un igual intelectual, lo que podría hacer que el grupo de jóvenes talentos de Singapur se reduciera. Luego, el gobierno de PAP procedió a lanzar el "Plan de Madres Graduadas" para incentivar a las mujeres profesionales a casarse y tener hijos.
En marzo de 1984, el ministro de Salud, Howe Yoon Chong, lanzó una controvertida propuesta para aumentar la edad de retiro de los ahorros del Fondo Central de Previsión (CPF) de cincuenta y cinco a sesenta años. En una conferencia de prensa el 26 de marzo de 1984, Howe razonó que los habitantes de Singapur no podían depender solo de sus hijos en la vejez. Esa sugerencia, parte del informe de cincuenta y cuatro páginas del Comité sobre los Problemas de los Ancianos, que Howe presidía, finalmente se abandonó. Tomando las sugerencias en el informe, el gobierno de Singapur introdujo posteriormente el esquema de suma mínima. Esto permite a los trabajadores retirar algunos de sus fondos de CPF a los cincuenta y cinco años, reservando una cierta suma mínima que solo se puede retirar a la edad de jubilación, actualmente a los sesenta y dos años.
La polémica provocó debate y alboroto entre el electorado de Singapur y una crisis de popularidad del PAP, que sufrió su mayor caída desde 1963, recibiendo menos de dos tercios de los votos emitidos por primera vez desde la independencia.